# ギドラン
ギドラン（Gidran ）とは、アラブ種などをもとにハンガリーで改良された馬の品種である。本種の毛色は全て栗毛である。現在では絶滅の危機に瀕している品種であり、全世界でたった200頭あまりが生存しているに過ぎない。別名ハンガリアン・アングロ・アラブ。

## 概要
ギドラン種は1816年、メズーヘジェシュ国立種馬牧場において成立し始めた。最初の根幹種牡馬はサグラビー・ギドラン(Siglavy Gidran)と名付けられたデザート・ブレッドのアラブ種種牡馬だった。この種牡馬はアラブ種、トルコ種、スパニッシュ・ネープル種、そして同様に東ヨーロッパから持ち込まれた土着の牝馬たちと交配された。1893年よりサラブレッドの血統が、さらにのちにはシャギア・アラブ種も加えられた。
本種は東ヨーロッパにおける他の品種たちにも影響を与え、または実際に交配がなされている。その中にはチェコ・ウォームブラッド、オーストリアン・ウォームブラッド、ハンガリアン・ウォームブラッド、マロポルスキ、ノニウス、プレヴァン、ウクラニアン・ライディング・ホースが含まれる。もうひとつのハンガリー種であるKisber Felverとも密接に関連している。

## 特徴
ギドラン種の体高は、15.3から17ハンド(63から68インチ、160から173cm)である。栗毛のサラブレッド、アラブ種、アングロアラブによる雑種で、書類上で4代にわたって血統を遡ることができ、かつ最低15.2ハンドの体高を持つものが、繁殖登録審査を合格したうえでスタッド・ブックに加えられることができる。
本種はそのスピード、スタミナ、敏捷性、精神的タフさにおいて優れる。頭部は小さく、直線的な馬体の輪郭線を持つ。たてがみはよく整っており、耳は小さい。長い背と大きな目を有する傾向がある。筋肉は非常に発達しており、力強い品種である。

## 日本との関係
ギドラン種は20世紀初頭、馬種改良を目的に日本にも輸入されている。やや時代が下って帝国競馬協会による血統登録においてギドラン種は純血種として認められなかったが、一方で当初から父がギドランで母がアングロアラブの場合については、その子を内国産のアングロアラブとして登録することができた。そして次第に、アングロアラブとほとんど同等なものとして扱われるようになっていく。そのため、輸入されたギドラン種の多くはアングロアラブの中へその血を繋いでいくこととなった。とりわけ戦後に活躍した牝系のラインとしてはマスホマレやタイムライン、メイクマイウエーがいるギドラン四一ノ一六、トモスベビーを出したギドラン三六ノ四、ケイエスヨシゼンのゴンパスギドラン七などがある。
- 種牡馬として成功したギドラン四二ノ一五[8][注 3]
- 母父がアングロアラブのためギドラン種とされたインランド[9][注 4]
- マスホマレの4代母アイス[10][注 5]